# Кробизы
Кробизы (греч. Κρόβυζοι) — фракийское племя, из группы гетов. Информация о них известна из записок Филарха в десятой книге «Фракийская история».

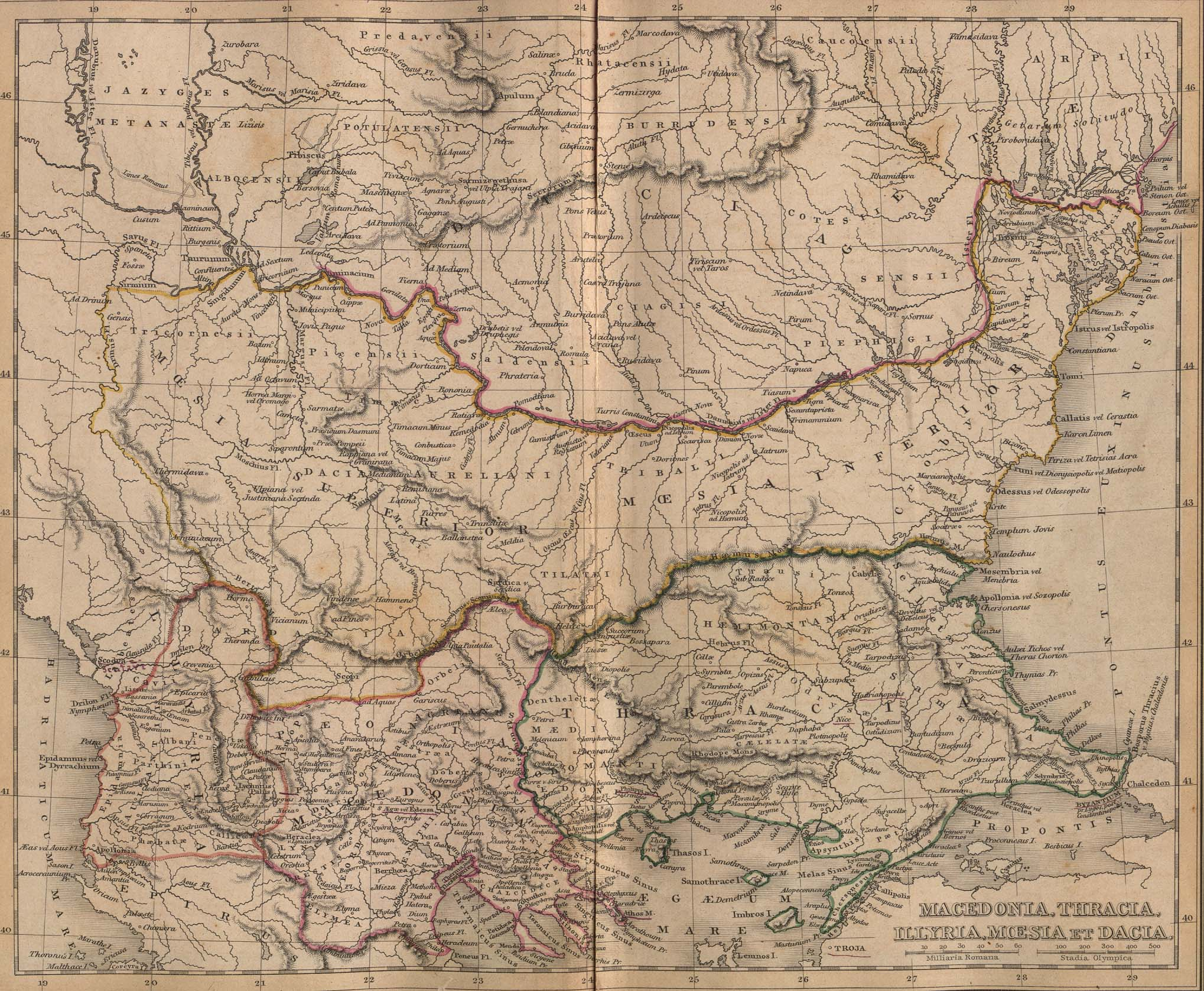
Расположение кробизов на балканах (добруджа)

Страбон и Павсаний описывают кробизов как великий народ, который всегда был желанным союзником, потому что они могли собрать до 200 000 воинов, «благочестивых, смелых и неукротимых». Кробизы населяли земли вдоль побережья Чёрного моря, от Варны до Калиакры и Белоградец и внутри до Троян, где имеются раскрытые погребения. В Великотырновском музее выставлены похороны вождя из села Големаните. Курганы кробизов были найдены около города Варны.
Упоминаются кробизы при описании событий конца VI в. Геродот упоминал «страну кробизов» во Фракии.. Во второй половине III века до н. э. правителем племени был Исант. 
Кробизы занимались скотоводством и земледелием.